# يوروكوبتر إيه إس 565 بانثر
يوروكوبتر إيه إس 565  (بالإنجليزية: Eurocopter AS565 Panther)‏ هي مروحية عسكرية متوسطة الوزن ومتعددة المهام ذات محركين، أنتجت في 1984. من صناعة يوروكوبتر. تستخدم بشكل أساسي من قبل البرازيل. كان أول طيران لها في 29 فبراير 1984. ومازالت في الخدمة حتى الآن. ويوروكوبتر إيه إس 565 النمر هو النسخة العسكرية من مروحية يوروكوبتر إيه إس365 دوفين. وتستخدم النمر لمجموعة واسعة من الأدوار العسكرية، بما في ذلك المهام القتالية، والدعم الناري، والحرب المضادة للغواصات، والحرب المضادة للسطح، والبحث والإنقاذ، والإخلاء الطبي (الإجلاء الطبي). .

## المستخدمون
- البرازيل
- فرنسا